# Carpaccio (gerecht)
Carpaccio is een gerecht van dungesneden rauwe runderlende (contrefilet, maar zonder vetrandje, en ontdaan van alle kleine ongerechtigheden), met een dressing van mayonaise met wat citroensap, worcestersaus, melk, zout en peper. Het wordt vaak geserveerd als voorgerecht. Als lunch wordt het vaak met brood gegeten.  
Het gerecht werd bedacht in 1950 in Venetië, Italië. Giuseppe Cipriani, de toenmalig eigenaar van Harry's Bar in Venetië, had beroemde stamgasten, onder wie Charlie Chaplin en Ernest Hemingway. Een Venetiaanse gravin, Amalia Nani Mocenigo, was ook een veelgeziene gast. Zij leed aan bloedarmoede en moest van haar dokter rauw rood vlees eten. Cipriani bedacht daarop de carpaccio-schotel. Hij noemde dit gerecht naar de schilder Vittore Carpaccio, van wie op dat moment een overzichtstentoonstelling werd gehouden in Venetië.
Cipriani werd geïnspireerd door het diepe rood en herkenbare geel dat Vittore Carpaccio in zijn schilderijen gebruikte.
Er zijn in de loop van de tijd vele varianten op het gerecht ontstaan, met, in plaats van de runderlende, ingrediënten als rauwe tonijn, marlijn, biet, zalm en kalfsbiefstuk. Daarbij zijn niet meer de kleuren van het gerecht, die het gerecht de naam gaven, leidend, maar het feit dat de ingrediënten zeer dun gesneden zijn. 